# Sarači
Sarači är en ort i Bosnien och Hercegovina.   Den ligger i entiteten Federationen Bosnien och Hercegovina, i den östra delen av landet, 80 km nordost om huvudstaden Sarajevo. Sarači ligger 379 meter över havet och antalet invånare är 506.
Terrängen runt Sarači är kuperad norrut, men söderut är den platt. Runt Sarači är det ganska tätbefolkat, med 93 invånare per kvadratkilometer.. Närmaste större samhälle är Tuzla, 15,3 km nordväst om Sarači. 
Omgivningarna runt Sarači är en mosaik av jordbruksmark och naturlig växtlighet.